# Box Car Racer (álbum)
Box Car Racer es el primer y único álbum de la banda de punk rock Box Car Racer, un proyecto paralelo de los miembros de Blink-182 Tom DeLonge y Travis Barker lanzado el 21 de mayo de 2002.
El bajista de Blink-182 y +44, Mark Hoppus, puso su voz para la canción "Elevator" mientras que Tim Armstrong de Rancid respectivamente, canta en "Cat Like Thief".

## Lista de canciones
- Todas las canciones compuestas por Tom DeLonge

1. "I Feel So" – 4:29
2. "All Systems Go" – 3:15
3. "Watch The World" – 3:52
4. "Tiny Voices" – 3:28
5. "Cat Like Thief" – 4:20
  - Con Tim Armstrong
6. "And I" – 3:12
7. "Letters To God" – 3:17
8. "My First Punk Song" – 1:04
9. "Sorrow" – 3:27
10. "There Is" – 3:16
11. "The End With You" – 3:11
12. "Elevator" – 2:45
  - Con Mark Hoppus
13. "Instrumental" – 1:58

## Personal

### Box Car Racer
- Thomas DeLonge - voz, guitarra rítmica, Bajo eléctrico
- Travis Barker - batería
- David Kennedy - guitarra principal
- Anthony Celestino Bajo eléctrico

### Músicos adicionales
- Roger Joseph Manning Jr. - teclados
- Tim Armstrong - voz en "Cat Like Thief"
- Mark Hoppus - voz en "Elevator"

### Productor
- Jerry Finn

## Listas

### Álbum
| Año  | Lista               | Posición |
| ---- | ------------------- | -------- |
| 2002 | The Billboard 200   | 12       |
| 2002 | Top Canadian Albums | 7        |

### Sencillos
| Año  | Título      | Lista              | Posición |
| ---- | ----------- | ------------------ | -------- |
| 2002 | "I Feel So" | Modern Rock Tracks | 8        |
| 2003 | "There Is"  | Modern Rock Tracks | 32       |